# Энермучаш (Новоторъяльский район)
Энермучаш (мар. Эҥермучаш) — деревня в Новоторъяльском районе Республики Марий Эл. Входит в состав Чуксолинского сельского поселения.

## География
Находится в северо-восточной части республики Марий Эл на расстоянии приблизительно 2 км по прямой на северо-запад от районного центра посёлка Новый Торъял.

## История
Известна с 1801 года как починок, где было всего 4 двора, 31 человек. В 1834 году в 4 дворах проживали 57 жителей. В 1850 году упоминается житель Арсай Андреев, его именем и назвали починок — Андрееве, Андреевка. Здесь числилось 89 жителей, все православные, русские. В 1884 году в починке Русский Энермучаш числилось 18 дворов, в них проживали 55 мужчин, в 1932 году здесь числилось 111 жителей. В 1966 году деревни Русский Энермучаш, Мари Энермучаш и Зауморы объединили в деревню Энермучаш. Ныне на месте правого конца деревни находится садоводческое товарищество «Рассвет» (посёлка Новый Торъял). В 2002 году в деревне было отмечено 2 хозяйства. В советское время работали колхозы «Тушнур» и «Демьян Бедный».

## Население
Население составляло 7 человек (мари 43 %, русские 57 %) в 2002 году, 8 в 2010.